# Jessy Rameik
Jessy Anita Ilona Rameik (verheiratete Zorn, * 18. April 1934 in Riga, Lettland; † 31. August 2018 in Berlin) war eine deutsche Schauspielerin, Sängerin, Diseuse und Off-Sprecherin.

## Leben und Wirken
Ihre Eltern waren Apotheker. Sie nahm bereits frühzeitig Ballettunterricht, war Mitglied eines Madrigalchores und absolvierte eine Lehre als Buchhändlerin. Anschließend nahm sie von 1953 bis 1956 ein Schauspielstudium an der Theaterhochschule Leipzig auf, dem 1956 das erste Theaterengagement in Quedlinburg folgte, wo sie in der Rolle der Desdemona in Shakespeares Othello debütierte. Weitere Stationen ihrer Bühnenarbeit waren Meißen, Görlitz, Magdeburg und Berlin.
Neben ihrem Wirken als Bühnendarstellerin betätigte Rameik sich auch als Chansonsängerin. Vom Rundfunk der DDR wurde sie 1964 zum Chansonfestival nach Sopot in Polen delegiert, das sie mit dem Titel „Das Lied von den Rosen und den Träumen“ gewinnen konnte. Anschließend folgten diverse Tourneen sowie Auftritte in Musicals und Operetten. Rameik avancierte zu einer vielseitigen Künstlerin, die neben dem Rundfunk seit Mitte der 1960er-Jahre auch eine umfassende Film- und Fernsehkarriere startete. Mit der Hauptrolle der Herzchirurgin Barbara Heim in Frank Vogels DEFA-Streifen Das siebente Jahr gelang ihr 1969 auch als Filmschauspielerin der Durchbruch. Sie wurde in der Folgezeit häufig in Komödien, Krimis und Literaturverfilmungen besetzt, aber auch in Fernsehproduktionen wie Geisterkomödie (1966), Geschäft um einen Toten (1968), Pension Butterpilz (1984) oder Die Reise des Monsieur Perichon (1987) aus dem Hallenser Fernsehtheater Moritzburg und in der Serie Das unsichtbare Visier.
Verheiratet war die Künstlerin mit dem Schauspieler, Regisseur und Synchronsprecher Hasso Zorn (1931–2016). Ihre Tochter Juana-Maria von Jascheroff sowie ihre Enkel Felix und Constantin von Jascheroff sind ebenfalls Schauspieler.
Ende August 2018 verstarb Jessy Rameik im Alter von 84 Jahren in Berlin.

## Filmografie
- 1959: Der Zinker (TV)
- 1965: Episoden vom Glück (TV)
- 1966: Bengoa (Fernsehtheater Moritzburg)
- 1967: Der tapfere Schulschwänzer
- 1967: Geheimcode B/13 (TV-Vierteiler)
- 1969: Das siebente Jahr
- 1970: Der Mörder sitzt im Wembley-Stadion (TV)
- 1970: Sonntag, den... – Briefe aus einer Stadt, Filmfeuilleton über Neubrandenburg, Texte: Brigitte Reimann, Sprecherin (TV)
- 1970: Aus unserer Zeit (Episode 4)
- 1971: KLK an PTX – Die Rote Kapelle
- 1971: Ein Mann, der sterben muss (TV)
- 1971: Du und ich und Klein-Paris
- 1972: Das letzte Wort (TV, 3 Teiler)
- 1972: Der Regimentskommandeur (TV)
- 1972: Florentiner 73 (TV)
- 1972: Schwarzer Zwieback
- 1972: Der Staatsanwalt hat das Wort: Der Anruf kam zu spät (TV)
- 1973: Die Legende von Paul und Paula
- 1973: Das unsichtbare Visier: 1. Teil – Der Römische Weg (TV)
- 1973: Das unsichtbare Visier: 2. Teil – Das Nest im Urwald (TV)
- 1973: Das unsichtbare Visier: 3. Teil – Das Wasserschloß (TV)
- 1974: Neues aus der Florentiner 73 (TV)
- 1974: Polizeiruf 110: Der Tod des Professors (TV-Reihe)
- 1975: Das unsichtbare Visier: 4. Teil – Ein Merkwürdiger Anschlag (TV)
- 1975: Das unsichtbare Visier: 5. Teil – Das Geheimnis der Masken (TV)
- 1975: Das unsichtbare Visier: 6. Teil – Das Rätsel des Fjords (TV)
- 1975: Das unsichtbare Visier: 7. Teil – Depot Im Skagerrak (TV)
- 1975: Das unsichtbare Visier: 8. Teil – Mörder machen keine Pause (TV)
- 1975: Das unsichtbare Visier: 9. Teil – Sieben Augen hat der Pfau (TV)
- 1977: Wen der Hafer sticht
- 1978: Polizeiruf 110: Doppeltes Spiel (TV-Reihe)
- 1978: Anton der Zauberer
- 1978: Achillesferse, Disko mit Einlage (TV)
- 1981: Der Kuckuck bin ich (TV)
- 1983: Es war so nett in unserem Quartett (Fernsehtheater Moritzburg)
- 1984: Spielgefährten: Karl und Kasimir / Überall ist Heiterkeit (Fernsehtheater Moritzburg)
- 1988: Liebling, mir fehlen die Worte (TV)
- 1994: Brandheiß: Sein Kampf – Schirinowski und seine Freunde (TV)
- 2002: Gute Zeiten, schlechte Zeiten (TV-Serie)

## Hörspiele
- 1970: Arne Leonhardt: Unser stiller Mann (Dorothea Dölling) – Regie: Werner Grunow (Hörspiel – Rundfunk der DDR)
- 1972: Franz Freitag: Generalprobe für einen Heiratsantrag – Regie: Werner Grunow (Hörspiel – Rundfunk der DDR)
- 1973: Honoré de Balzac: Der Ehevertrag – Regie: Horst Liepach (Hörspiel (3 Teile) – Rundfunk der DDR)
- 1974: Hans-Jürgen Bloch: Hundert Mark für eine Unterschrift (Staatsanwältin) – Regie: Joachim Staritz (Hörspielreihe: Tatbestand, Nr. 4 – Rundfunk der DDR)
- 1980: Fritz Rudolf Fries: Der fliegende Mann – Regie: Horst Liepach (Biographie – Rundfunk der DDR)
- 1981: Günter Eich: Träume – Regie: Peter Groeger (Hörspiel – Rundfunk der DDR)
- 1983: Lion Feuchtwanger: Erfolg – Regie: Werner Grunow (Hörspiel – Rundfunk der DDR)